# Local H
I Local H sono un gruppo musicale grunge statunitense formatosi a Zion, in Illinois nel 1987;
formata da Scott Lucas (voce, chitarra, basso) e Joe Daniels (percussioni) esordì nel 1995 con l'album Ham Fisted il successo mediocre dell'album fu dovuto principalmente al fatto che fu pubblicato quando il movimento grunge stava per giungere al termine.
Recentemente il batterista Joe Daniels è stato sostituito da Brian St. Clair.

## Formazione
Attuale
- Scott Lucas - chitarra ritmica e solista, voce, basso, percussioni (1987-oggi)
- Brian St. Clair - percussioni (1999-oggi)

Ex membri
- Joe Daniels - percussioni (1987-1999-2016-oggi)
- Matt Garcia - basso (1987-1992)
- John Sparkman
- Mike Lindine

Membri temporanei
- Wes Kidd - chitarra ritmica durante il tour Pack Up the Cats
- Gabe Rodriguez - voce, kazoo, tamburo ritmico.

## Discografia
Album
- Ham Fisted (1995)
- As Good as Dead (1996)
- Pack Up the Cats (1998)
- Here Comes the Zoo (2002)
- Whatever Happened to P.J. Soles? (2004)
- Twelve Angry Months (2008)
- Local H's Awesome Mix Tape#1 (2010)
- Hallelujah! I'm a Bum (2012)
- Local H's Awesome Mix Tape#2 (2014)
- Hey, Killer (2015)
- LIFERS (2020)

Singoli
| Anno | Canzone                        | U.S. Hot 100 | U.S. Modern Rock | U.S. Mainstream Rock | UK singles | Album                            |
| ---- | ------------------------------ | ------------ | ---------------- | -------------------- | ---------- | -------------------------------- |
| 1994 | "Cynic"                        | -            | -                | -                    | -          | Ham Fisted                       |
| 1994 | "Mayonnaise and Malaise"       | -            | -                | -                    | -          | Ham Fisted                       |
| 1996 | "Bound for the Floor"          | -            | 5                | 10                   | -          | As Good as Dead                  |
| 1997 | "Eddie Vedder"                 | -            | 38               | -                    | -          | As Good as Dead                  |
| 1997 | "Fritz's Corner"               | -            | -                | 36                   | -          | As Good as Dead                  |
| 1997 | "High-Fiving MF"               | -            | -                | -                    | -          | As Good as Dead                  |
| 1998 | "All the Kids Are Right"       | -            | 20               | 19                   | -          | Pack Up the Cats                 |
| 1998 | "All-Right (Oh, Yeah)"         | -            | -                | -                    | -          | Pack Up the Cats                 |
| 2001 | "Half-Life"                    | -            | -                | 40                   | -          | Here Comes the Zoo               |
| 2002 | "Hands on the Bible"           | -            | -                | -                    | -          | Here Comes the Zoo               |
| 2004 | "California Songs"             | -            | -                | -                    | -          | Whatever Happened to P.J. Soles? |
| 2005 | "Toxic" (Britney Spears Cover) | -            | -                | -                    | -          | Alive '05                        |
| 2008 | "24 Hour Break-Up Session"     | -            | -                | -                    | -          | 12 Angry Months                  |